# Scopula nemorata
Scopula nemorata är en fjärilsart som beskrevs av Adrian Hardy Haworth 1802. Scopula nemorata ingår i släktet Scopula och familjen mätare. Inga underarter finns listade.